# Campodea chica
Campodea chica är en urinsektsart som beskrevs av Peter Wolfgang Wygodzinsky 1944. Campodea chica ingår i släktet Campodea och familjen Campodeidae. Inga underarter finns listade.